# Alexandra Araujo
Alexandra Araújo, née le 7 juillet 1972 à Rio de Janeiro au Brésil, est une poloïste internationale italienne. Elle remporte la médaille d'or lors Jeux olympiques d'été de 2004 ainsi que les Championnats du monde en 1998 et en 2001 avec l'équipe d'Italie.

## Palmarès

### En sélection
- Italie
  - Jeux olympiques :
    - Médaille d'or : 2004.

  - Championnat du monde :
    - Vainqueur : 1998 et 2001.
    - Finaliste : 2003.

  - Coupe du monde :
    - Troisième : 1999.

  - Championnat d'Europe :
    - Vainqueur : 1999.